# Stenalia stipae
Stenalia stipae là một loài bọ cánh cứng trong họ Mordellidae. Loài này được Chobaut miêu tả khoa học năm 1924.